# Perro de agua español
De perro de agua español of Spaanse waterhond is een hondenras dat uit Spanje afkomstig is. Dit ras is sinds ongeveer 30 jaar erkend door de FCI. Het is als nummer 336 in rasgroep 8 (retrievers en waterhonden), sectie 3 (de waterhonden) geplaatst.
De Spaanse waterhond is een echte werkhond. In Spanje wordt het ras van oudsher gebruikt als herdershond, vissershulp, bewaker en jachthond. De Spaanse waterhond is een robuust uitziende hond, met een krullende vacht die niet verhaart. De vacht wordt één à twee keer per jaar volledig afgeschoren.
De Spaanse waterhond komt voor in verschillende kleurslagen. Er zijn effen zwarte en bruine honden, maar ook bruin-witte en zwart-witte.
Volgens de rasstandaard moet de verhouding lengte/hoogte voor een ideale Spaanse waterhond 9/8 zijn. De meeste honden in Nederland zijn echter iets langer.
De hoogte van een volwassen reu moet tussen de 41 en 50 centimeter zijn. Een volwassen reu weegt ongeveer tussen de 16 en 20 kilogram. Maar iets zwaardere reuen komen ook veel voor.
De hoogte van een volwassen teef moet tussen de 38 en 45 centimeter zijn. Een volwassen teef weegt ongeveer tussen de 12 en 16 kilogram. Ook hier komen iets zwaardere teven ook veel voor.
De staart is ongeveer 30 centimeter lang bij volwassen honden en is middelhoog aangezet.